# Liste des maires d'Amiens
Cet article dresse la liste des maires d'Amiens (Somme) depuis la Révolution française. Pour la période antérieure voir:

## La commune d'Amiens
La création de la commune d'Amiens remonte au Moyen Âge. La commune fut jurée en 1113 et soutenue militairement par le roi Louis VI le Gros en 1115 dans le conflit qui opposait la commune et le comte d'Amiens.
En 1185, le roi Philippe Auguste renouvelle la charte communale. La commune, avec à sa tête le maire, garde son autonomie jusqu'à la fin du XVIe siècle.
Après la prise de la ville par les Espagnols et le Siège d'Amiens, le roi Henri IV promulgue l'édit du 18 novembre 1597 réduisant l'échevinage de 27 à 7 membres, surveillé par quatre conseillers de ville choisis par le roi ou le gouverneur. La fonction de mayeur est supprimée et remplacée par celle de premier échevin nommé par le roi.
Une nouvelle structure communale est instituée oar la Révolution française, placée sous l'autorité du maire, qui, de 1799 à  1884, est nommé par le gouvernement ou le préfet. À partir de 1884, sous la Troisième République, le maire est élu par le conseil municipal élu lui-même au suffrage universel.

## Liste des maires

### De la Révolution à la Monarchie de Juillet
| Dates                                        | Portrait                   | Nom                               | Étiquette | Étiquette              | Notes |
| -------------------------------------------- | -------------------------- | --------------------------------- | --------- | ---------------------- | --- |
| Période révolutionnaire                      |                            |                                   |           |                        | |
| janvier 1790 - novembre 1791                 |                            | Jacques Degand                    |           |                        | Écuyer |
| novembre 1791 - décembre 1792                |                            | Charles Leroux                    |           |                        | Membre de l'assemblée départementale d'Amiens (tiers état), pour l'assemblée provinciale (élu le 1er septembre 1787) Électeur à l'assemblée générale des trois ordres pour le bailliage d'Amiens, les 30 mars-2 avril 1789 pour le tiers état Député à l'Assemblée nationale constituante, élu du tiers état par le bailliage de Ham (1789 → 1791) |
| janvier 1793 - octobre 1794                  |                            | Alexandre Lescouvé                |           |                        | Maître-perruquier, place Notre-Dame à Amiens élu le 26 décembre 1792, nommé par Dumont, représentant du peuple, le 3 février 1794 |
| octobre 1794 - avril 1795                    |                            | Jean-François Devismes-Grenier    |           |                        | Négociant à Amiens (rue Saint-Leu). Électeur dans la liste des 600 contribuables les plus imposés du département de la Somme de l'an XI et des 550 de 1810 Démissionnaire |
| avril 1795 - mai 1795                        |                            | M. Poullain-Coste                 |           |                        | |
| mai 1795 novembre 1795 - vers septembre 1797 |                            | Antoine Chamont                   |           |                        | Commerçant à Amiens (rue de Metz). Électeur dans la liste des 550 contribuables les plus imposés du département de la Somme de 1810 Agent municipal à partir de novembre 1795 |
|                                              |                            |                                   |           |                        | |
|                                              |                            |                                   |           |                        | |
| mai 1800 - mars 1808                         |                            | Augustin Debray,                  |           | Centre gauche          | Riche négociant et propriétaire, président du collège électoral du département en l'an XII. Vice-président de la chambre de commerce. Conseiller général d'Amiens-Sud-Est (1806 → 1833) Président du conseil général de la Somme (1814 → 1815 et 1830 → 1831). Député de la Somme (1827 → 1830) Chevalier de l'Empire, Chevalier de la Légion d'honneur Électeur dans la liste des 600 contribuables les plus imposés du département de la Somme de l'an XI et des 550 de 1810. Fortune évaluée en revenus à 35,000 francs en 1823 Mort en fonction |
| Empire (1804-1814)                           |                            |                                   |           |                        | |
| mai 1808 - vers avril 1815                   |                            | Adrien Morgan de Belloy,          |           | Majorité ministérielle | Baron d'empire Négociant, propriétaire, Officier colonel de cavalerie en 1786. Émigré en 1792 Conseiller général d'Amiens Nord-Ouest (1816 → 1829) Président du conseil général de la Somme (1821, 1823 et 1829). Député de la Somme (1815 → 1823) Chevalier de Saint-Louis, chevalier de la Légion d'honneur Électeur dans la liste des 600 contribuables les plus imposés du département de la Somme de l'an XI et des 550 de 1810, fortune évaluée en revenus à 170.000 francs en 1827.                                                          |
| Restauration (1814-1830)                     |                            |                                   |           |                        | |
| mai 1816 - août 1817                         |                            | Louis-Alexandre Blin de Bourdon', |           | Légitimiste            | Vicomte, propriétaire à Bourdon Sous-préfet de Doullens. Préfet de l'Oise (1816) puis du Pas-de-Calais (1824 → 1830) Chef d'état-major de la garde nationale du département de la Somme Conseiller général (1812 → 1823) Député de la Somme (1815 → 1816, 1823 → 1830, 1830 → 1831, 1834 → 1848, 1848 → 1849) Maire de Bourdon (1808 → vers 1811) Officier de la Légion d'honneur. |
| août 1817 - mai 1823                         |                            | Nicolas Dargent                   |           | Légitimiste            | Négociant, propriétaire, président du tribunal de commerce d'Amiens (1816 → ? ) Conseiller d'arrondissement d'Amiens (1806 → 1823) Président du conseil d'arrondissement d'Amiens (pendant trois ans) Chevalier de la Légion d'honneur Électeur dans la liste des 600 contribuables les plus imposés du département de la Somme de l'an XI et des 550 de 1810 Mort en fonction le 21 mai 1823 |
| juin 1823 - août 1830                        |                            | Nicolas Daveluy-Bellencourt,      |           | Légitimiste            | Négociant, Juge (1802 → 1804)puis président du tribunal de commerce d'Amiens (1814 → 1815) Membre de la chambre de commerce et de la commission des prisons d'Amiens Conseiller d'arrondissement d'Amiens (Cent-Jours de 1815 et 1818 → 1827). Conseiller général (1827 → 1829) Député de la Somme (1820 → 1827) Officier de la Légion d'honneur. Électeur dans la liste des 600 contribuables les plus imposés du département de la Somme de l'an XI et des 550 de 1810, fortune évaluée en revenus à 7.000 francs en 1827 Démissionnaire          |
| Monarchie de Juillet (1830-1848)             |                            |                                   |           |                        | |
| août 1830 - juin1833                         |                            | Henri Thiérion de Chipilly        |           |                        | Propriétaire Officier de la Garde nationale. Conseiller général d'Amiens sud-est (1833 → 1839) Chevalier de la Légion d'honneur Fortune évaluée en revenus à 40.000 francs en 1835, Démissionnaire |
| août 1833 - 1835                             |                            | Frédéric Boistel-Duroyer          |           |                        | Polytechnicien, propriétaire à Amiens Colonel de la Garde nationale. Chevalier de la Légion d'honneur Suspendu de ses fonctions par ordonnance du 1er février 1835 pour s'être opposé à l'installation du nouveau commissaire de police, M. Creteil. |
| mai 1835 - mai 1839                          | Charles Gabriel Lemerchier | Charles Gabriel Lemerchier        |           |                        | Docteur en médecine, médecin en chef de l'hospice Saint-Charles et des incurables. Membre de l’Académie des Sciences, Agriculture, Commerce, Belles Lettres et Arts du département de la Somme. Conseiller général d'Amiens sud-ouest (1842 → 1848) Chevalier de la Légion d'honneur Fortune évaluée en revenus à 15.000 francs en 1835 Démissionnaire |
| mai 1839 - mars 1848                         |                            | Frédéric Boistel-Duroyer          |           |                        | Polytechnicien, propriétaire à Amiens Colonel de la Garde nationale. Conseiller général d'Amiens sud-est (1839 → 1848). Président du conseil général de la Somme (1847) Chevalier de la Légion d'honneur |

### Seconde République et Second Empire
| Dates                          | Portrait       | Nom               | Étiquette | Étiquette          | Notes |
| ------------------------------ | -------------- | ----------------- | --------- | ------------------ | --- |
| IIe République (1848-1852)     |                |                   |           |                    | |
| mars 1848 - vers décembre 1851 |                | Louis Porion,     |           | Orléaniste         | Avocat. Conseiller général d'Amiens nord-ouest (1848 → 1852 et 1855 →1858). Président du conseil général de la Somme (1851) Député de la Somme (1848 → 1851) Chevalier de la Légion d'honneur |
| décembre 1851 - juillet 1860   |                | Constant Allart,  |           | Bonapartiste       | Notaire à Amiens, lieutenant-colonel de la Garde nationale. Conseiller général d'Amiens sud-ouest (1852 → 1861) Député de la Somme (1848 → 1849 et 1852 → 1861) Chevalier de la Légion d'honneur |
| Second Empire (1852-1870)      |                |                   |           |                    | |
| juillet 1860 - avril 1861      |                | Léon de Chassepot |           | Bonapartiste       | Comte de Chassepot, ancien officier. propriétaire à Pissy. Président de la Société de secours mutuels d'Amiens Conseiller d'arrondissement de Molliens-Vidame (1848 → vers 1852) Conseiller général de Molliens-Vidame (1852 → 1870 et 1877 → 11883) Maire de Pissy (1848 → 1860) |
| avril 1861 - avril 1865        |                | Ferdinand Allou   |           |                    | Docteur en droit, avocat Recteur de l'Académie d'Amiens Conseiller général d'Amiens sud-est (1848 → 1870) Officier de la Légion d'honneur Démissionnaire après sa nommination comme recteur de l'Académie de Clermont-Ferrand. |
| septembre 1865 - octobre 1868  |                | Pierre Dhavernas  |           | Conservateur       | Notaire et propriétaire à Amiens, Pernois, Talmas, etc. Conseiller général de Domart-en-Ponthieu (1852 → 1868) Officier de la Légion d'honneur, Officier de l'Instruction publique Fortune évaluée en revenus à 20.000 francs en 1855 et à 19.000 francs en 1864 Démissionnaire |
| novembre 1868 - mai 1873       | Albert Dauphin | Albert Dauphin,   |           | Républicain modéré | Procureur gal à la CA de Paris (1879 → 1882) puis 1er pdt de la CA d'Amiens (1882-1886) Préfet de la Somme par intérim (1871) Conseiller général d'Amiens NE (1870) puis d'Amiens SE (1871 → 1889) puis d'Oisemont (1892 → 1898) Président du Conseil général 80 (1873 → 1889 et 1892 → 1898) Député de la Somme (1872) Sénateur de la Somme (1876 → 1898) Ministre des Finances du gouvernement René Goblet (1886 → 1887) Commandeur de la Légion d'honneur |

### Troisième République
| Dates                         | Portrait                | Nom                     | Étiquette | Étiquette                 | Notes |
| ----------------------------- | ----------------------- | ----------------------- | --------- | ------------------------- | --- |
| IIIe République (1870-1940)   |                         |                         |           |                           | |
| mai 1873 - décembre 1874      |                         | Louis Dewailly          |           |                           | Négociant. Maire par intérim du 24 mai 1873 au 6 mars 1874 puis maire du 6 mars 1874 au 31 décembre 1874. Démissionnaire |
| janvier 1875                  | René Goblet             | René Goblet,            |           | Républicain progressiste  | Avocat. journaliste (fondateur du journal républicain Le Progrès de la Somme). Conseiller général d'Amiens nord-est (1874 → 1889) Député de la Somme (1871 → 1876, 1877 → 1889) Maire par intérim. |
| janvier 1875 - mai 1875       | Alphonse Fiquet         | Alphonse Fiquet,        |           | Républicain               | Industriel dans le textile. Conseiller d'arrondissement d'Amiens sud-est (1874 → 1886) Président du conseil d'arrondissement d'Amiens (1876 → 1886) Maire par intérim. |
| mai 1875 - septembre 1875     |                         | Charles Dubois          |           |                           | Avocat. Mort en fonction le 12 septembre 1875. |
| septembre 1875 - juillet 1876 |                         | Alphonse Delpech        |           |                           | Avoué auprès de la Cour d'appel d'Amiens. Premier adjoint assurant l'intérim du maire décédé. |
| juillet 1876 - juin 1877      | René Goblet             | René Goblet,            |           | Républicain progressiste  | Avocat. journaliste (fondateur du journal républicain Le Progrès de la Somme). Conseiller général d'Amiens nord-est (1874 → 1889) Député de la Somme (1871 → 1876, 1877 → 1889) Révoqué par décret le 28 juin 1877 puis réintégré le 25 décembre 1877. |
| juin 1877 - décembre 1877     |                         | -                       |           |                           | La ville est administrée par une commission municipale remplaçant le maire René Goblet et dirigée par Charles Dufour, avoué à la Cour impériale d'Amiens. |
| décembre 1877 - avril 1879    | René Goblet             | René Goblet,            |           | Républicain progressiste. | Avocat. journaliste (fondateur du journal républicain Le Progrès de la Somme). Conseiller général d'Amiens nord-est (1874 → 1889) Député de la Somme (1871 → 1876, 1877 → 1889) Sous-secrétaire d'État à la Justice (1879), ministre de l'Intérieur (1882), de l'Instruction publique, des Cultes et des Beaux-arts (1885 → 1886), des Affaires étrangères (1888 → 1889) Président du Conseil (1886 → 1887)               |
| avril 1879 - septembre 1880   |                         | Alphonse Delpech'       |           |                           | Avoué auprès de la Cour d'appel d'Amiens. Chevalier de la Légion d'honneur |
| septembre 1880 - mars 1881    |                         | Frédéric Petit,         |           | Républicain               | Directeur d'une fabrique de velours créée par son père. Fondateur du journal Le Progrès de la Somme Conseiller général d'Amiens sud-ouest (1874 → 1895) Maire par intérim. |
| mars 1881 - octobre 1881      | Alphonse Fiquet         | Alphonse Fiquet,        |           | Républicain               | Industriel dans le textile. Conseiller d'arrondissement d'Amiens sud-est (1874 → 1886) Président du conseil d'arrondissement d'Amiens (1876 → 1886) |
| octobre 1881 - décembre 1881  |                         | Alphonse Decaix-Matifas |           |                           | Négociant dans le velours. Maire par intérim |
| décembre 1881 - avril 1882    |                         | Fernand Lévecque        |           | UR                        | Avocat. Maire par intérim. |
| avril 1882 - avril 1884       | Alphonse Fiquet         | Alphonse Fiquet,        |           | Républicain               | Industriel dans le textile. Conseiller d'arrondissement d'Amiens sud-est (1874 → 1886) Président du conseil d'arrondissement d'Amiens (1876 → 1886) Démissionnaire |
| avril 1884 - mai 1884         |                         | Fernand Lévecque        |           | UR                        | Avocat. Maire par intérim. |
| mai 1884 - avril 1895         |                         | Frédéric Petit,         |           | Républicain radical       | Directeur d'une fabrique de velours créée par son père. Fondateur du journal Le Progrès de la Somme Conseiller général d'Amiens SO (1874 → 1895) Sénateur de la Somme (1886 → 1895) . Mort en fonction le 19 avril 1895. |
| avril 1895 - mai 1896         |                         | Alphonse Decaix-Matifas |           |                           | Négociant dans le velours. Membre de la chambre de commerce d'Amiens (1884 → ? ). Président de la Société d'horticulture de Picardie (1886 → ?) Conseiller d'arrondissement d'Amiens NO (1886 → 1889) Conseiller général d'Amiens NO (1889 → 1904) Chevalier du Mérite agricole et de la Légion d'honneur Officier d'Académie Élu maire le 26 mai 1896 après avoir comme premier adjoint assuré l'intérim du maire défunt |
| mai 1896 - avril 1897         | Alphonse Fiquet         | Alphonse Fiquet,        |           | Républicain radical       | Industriel dans le textile. Député de la Somme (1893 → 1909) Démissionnaire le 17 avril 1897. |
| avril 1897 -                  |                         | Alcide Huber            |           |                           | Maire par intérim. |
| avril 1897 - janvier 1903     | Paul Tellier            | Paul Tellier,           |           | Républicain               | Entrepreneur de plâtrerie. Secrétaire de la Chambre syndicale des entrepreneurs Sénateur de la Somme (1900 → 1904) |
| janvier 1903 - mai 1908       | Alphonse Fiquet         | Alphonse Fiquet,        |           | PRRRS                     | Industriel dans le textile. Député de la Somme (1893 → 1909) |
| mai 1908 - juin 1910          | Albert Catoire          | Albert Catoire          |           | Progressiste              | Avocat. Conseiller général d'Amiens SO (1904 → 1910) Mort en fonction le 29 juin 1910. |
| août 1910 - mai 1912          | Georges Antoine         | Georges Antoine,        |           | FR                        | Architecte. Conseiller d'arrondissement d'Amiens SO (1913 → 1919) Élu maire le 19 août 1910 après avoir suppléé comme premier adjoint le maire défunt. |
| mai 1912 - mai 1916           | Alphonse Fiquet         | Alphonse Fiquet,        |           | PRRRS                     | Industriel dans le textile. Sénateur de la Somme (1909 → 1916) Mort en fonction |
| mai 1916 - décembre 1919      | Herménégilde Duchaussoy | Herménégilde Duchaussoy |           | Républicain               | Professeur de sciences physiques au lycée d'Amiens, météorologue. Officier de la Légion d'honneur Premier adjoint assurant l'intérim du maire défunt. |
| décembre 1919 - mai 1925      | René Caumartin          | René Caumartin          |           | Républicain de gauche     | Avocat. |
| mai 1925 - juin 1940          | Lucien Lecointe         | Lucien Lecointe,        |           | PRS puis PSF              | Compositeur typographe, militant syndicaliste et socialiste. Député de la Somme (1909 → 1919, mai 1924 → 1928, 1932 → 1936) Mort en fonction le 22 juin 1940 dans la Vienne pendant l'exode. |

### État français et Gouvernement provisoire de la République française
| Dates                                                          | Portrait        | Nom              | Étiquette | Étiquette          | Notes |
| -------------------------------------------------------------- | --------------- | ---------------- | --------- | ------------------ | --- |
| État français (1940-1944)                                      |                 |                  |           |                    | |
| mars 1941 - août 1941                                          | Léon Debouverie | Léon Debouverie, |           | Démocrate chrétien | Créateur et directeur d'une entreprise d’importation et de commercialisation d’hydrocarbures et de transport routier de marchandises. Député à l'assemblée constituante de 1945 Chevalier de la Légion d'honneur Assure l'intérim de Lucien Lecointe, puis nommé président de la délégation spéciale du 16 novembre 1940 au 15 mars 1941. Nommé maire par arrêté ministériel le 15 mars 1941. Il s'oppose aux réquisitions de l’armée allemande et entretient de mauvaises relations avec l'occupant. Contraint de démissionner le 7 août 1941, il est arrêté et déporté. Il rentre de captivité en août 1942. |
| septembre 1941 - septembre 1944                                |                 | Pierre Rollin    |           | PRRRS              | Industriel spécialisé dans les constructions métalliques. Président de la Fédération régionale des entrepreneurs du Bâtiment de la Somme et de l'Oise Président de la Chambre syndicale des entrepreneurs de Bâtiment de la Somme (1939 → ? ). Membre de la commission départementale de la Reconstruction. Résistant Officier de la Légion d'honneur Chevalier du Mérite social et de l'Ordre de l'Économie nationale 1er adjoint fait fonction de maire jusqu'au 1er septembre 1941. Maire nommé par arrêté ministériel du 1er septembre 1941 au 24 septembre 1944 Démissionnaire.                           |
| Gouvernement provisoire de la République française (1944-1946) |                 |                  |           |                    | |
| septembre 1944 - mai 1950                                      | Maurice Vast    | Maurice Vast,    |           | SFIO               | Industriel, dirige l'entreprise d'huiles et graisses Igol (Cipelia). Résistant (mouvement Libération-Nord) Conseiller général d'Amiens 7 SO (1945 → 1967). Médaille militaire. Croix de guerre Démissionnaire le 27 mai 1950 |

### Quatrième et cinquième Républiques
| Dates                       | Portrait         | Nom               | Étiquette | Étiquette                   | Notes |
| --------------------------- | ---------------- | ----------------- | --------- | --------------------------- | --- |
| IVe République (1946-1958)  |                  |                   |           |                             | |
| juin 1950 - juillet 1950    |                  | -                 |           |                             | Du 7 juin 1950 au 7 juillet 1950, à la suite de la démission de Maurice Vast mis en minorité, la ville est administrée par une délégation spéciale présidée par Eugène Jolibois. |
| juillet 1950 - mai 1953     | Maurice Vast     | Maurice Vast,     |           | SFIO                        | Industriel, dirige l'entreprise d'huiles et graisses Igol (Cipelia). Résistant (mouvement Libération-Nord) Conseiller général d'Amiens 7 SO (1945 → 1967). Médaille militaire. Croix de guerre |
| mai 1953 - mars 1959        |                  | M. Camille Goret, |           | SFIO                        | Avocat, Bâtonnier de l'ordre de la CA Amiens (1955 → ? ) Conseiller général d'Amiens 5 SE (1949 → 1961) |
| Ve République (depuis 1958) |                  |                   |           |                             | |
| mars 1959 - mars 1971       | Maurice Vast     | Maurice Vast,     |           | SFIO puis DVG allié à l'UNR | Industriel, dirige l'entreprise d'huiles et graisses Igol (Cipelia). Résistant (mouvement Libération-Nord) Conseiller général d'Amiens 7 SO (1945 → 1967). Médaille militaire. Croix de guerre |
| mars 1971 - mars 1989       |                  | René Lamps,       |           | PCF                         | Instituteur et professeur d'enseignement général de collège Résistant Député de la Somme (1re circ.) (1962 → 1978) Conseiller général de Domart-en-Ponthieu(1959 → 1976) |
| mars 1989 - juin 2002       | Gilles de Robien | Gilles de Robien  |           | UDF-PR puis UDF             | Agent général d'assurance et agent de crédit. . Président d'Amiens Métropole (1994 → 2008) Ministre de l'Équipement et des Transports (2002 → 2005) et de l'Éducation nationale (2005 → 2007) Démissionnaire à la suite de sa nomination au gouvernement                                                                                         |
| juin 2002 - mars 2007       | Brigitte Fouré   | Brigitte Fouré    |           | UDF                         | Maître de conférences en droit privé. Conseillère régionale de Picardie (1993 → 2008) Officière des Palmes académiques, chevalière de la Légion d'honneur Démissionnaire pour permettre le retour de Gilles de Robien après ses fonctions ministérielles                                                                                         |
| mars 2007 - mars 2008       | Gilles de Robien | Gilles de Robien  |           | UDF puis NC                 | Agent général d'assurance et agent de crédit. Ministre de l'Équipement et des Transports (2002 → 2005) et de l'Éducation nationale (2005 → 2007) Président d'Amiens Métropole (1994 → 2008) |
| mars 2008 - avril 2014      |                  | Gilles Demailly   |           | PS                          | Enseignant-chercheur spécialiste de la chimie des sucres. Ancien président de l'Université de Picardie Président d'Amiens Métropole (2008 → 2014) Officier des Palmes académiques, chevalier de la Légion d'honneur |
| 2014 - octobre 2024         | Brigitte Fouré   | Brigitte Fouré,   |           | UDI (NC)                    | Maître de conférences en droit privé. Conseillère générale d'Amiens-5-Sud-Est(2010 → 2014) Conseillère régionale des Hauts-de-France (2015 → ) Vice-présidente du conseil régional des Hauts-de-France (2016 → ) Vice-présidente d'Amiens Métropole (2014 → ) Officière des Palmes académiques, chevalière de la Légion d'honneur Démissionnaire |
| avril 2024, -               |                  | Hubert de Jenlis  |           | Ren.                        | Assureur Conseiller départemental d'Amiens-6 (2015 → ) Vice-président du conseil départemental de la Somme (2015 → ) Vice-président du SDIS-80 (2021 → ) |

## Pour approfondir